# 장원 (일본사)
장원(일본어: 荘園 쇼엔[*])이란 일본 고중세(8세기-16세기)에 존재했던, 권문(중앙귀족・무가의 동량・대사사[寺社→불교 사원과 신토 신사] 등)이 수입을 얻기 위해 영유지배했던 농지 및 그 주위의 산야를 토함한 토지를 가리킨다. 중세 일본의 토지 소유 형태는 형태상으로 장원과 국아령(공령)으로 거의 양분되어 이것을 장원공령제라고 한다. 하지만 공령 역시 사실상 권문들에 의해 영유지배되었다.
일본사에서 장원제(일본어: 荘園制 쇼엔세이[*])란 이 장원을 기반으로 한 사회제도를 말한다. 장원제는 장원을 지배하는 귀족・사사 뿐 아니라, 장원에 사는 주민들에 이르기까지 모든 사회계층의 생활・경제적 기반이었으며, 일본 중세사 내내 존속하였다.:114 즉, 다시 말하자면 일본사에서 “중세”란 장원제가 존재하는 기간으로 정의된 것이다.
무로마치시대 중후기 이후, 여러 다이묘들의 토지 압령(押領)이 지행되었고, 장원과 공령도 이를 피해가지 못했다. 권위와 실력이 실추된 무로마치 정이대장군은 이를 억제할 수 없었고, 최종적으로 권문에 의한 토지영유는 소멸하였다.

## 같이 보기
- 일본의 율령제
- 씨 (일본)
- 농노제